# Idrochinesiologia
Col termine idrochinesiologia si vuole intendere una pratica terapeutica-educativa che sintetizza quelle già esistenti (idrologia, idroterapia e idrochinesiterapia) e comprende, come fattore determinante, il ruolo relazionale dell'acqua nel rapporto soggetto/utente e soggetto/operatore.

## Caratteristiche
L'idrochinesiologia rappresenta un avanzato punto di integrazione tra le metodiche riabilitative e formative più consuete risultando altamente specifica al trattamento di svariate condizioni patologiche o di supporto alla crescita, grazie alla valenza relazionale dell'acqua nel rapporto utente-operatore.
L'idrochinesiologia è un metodo originale, complesso, articolato ed evoluto di terapia olistica assimilabile, quale forma innovativa in senso lato, alla medicina non convenzionale.
L’idrochinesiologo ha, in primo luogo, il compito di facilitare il confronto emotivo del soggetto con questa nuova realtà percettiva e relazionale, rappresentata appunto dall'acqua, e, conseguentemente a ciò, proporre progetti terapeutici o formativi codificati (educativi, riabilitativi, correttivi e preventivi) per il recupero o per il concorso allo sviluppo del benessere psicofisico globale della persona. Egli opera in un contesto empatico con l'obiettivo di sviluppare le motivazioni del soggetto/utente per il completo recupero delle sue qualità condizionali e funzionali. Ciò rappresenta un valore aggiunto dell'idrochinesiologia rispetto ad altre metodiche terapeutiche ed educative in acqua e a “secco”. L'idrochinesiologo è perciò ritenuto l'esperto nel campo del movimento umano, razionale e finalizzato, praticato in acqua con orientamento preventivo, correttivo, riabilitativo, educativo e didattico.

## Campi di intervento
Le attività sono organizzate secondo due macro-aree: Idrochinesiologia Percorso Nascita ed Idrochinesiologia Percorso Riabilitativo. La prima, a valenza relazionale psicopedagogica è rivolta ai bambini dai primi giorni di vita, anche disabili, ed alle donne in gravidanza. La seconda, a valenza relazionale psicomotoria e rieducativa, è rivolta alle persone che necessitano interventi specifici in ambito riabilitativo.

## Idrochinesiologia Percorso Nascita
- IDROCHINESIOLOGIA 0-6 MESI: FASE SIMBIOTICA

In questa fase la relazione fondamentale è racchiusa nella diade madre-bambino. Vi è un dialogo tonico, che si esplicita con il contatto pelle-pelle, sguardo-sguardo. Inoltre intorno ai 6 mesi il bambino inizia a rivolgersi al mondo esterno facendo emergere la propria intenzionalità. L'apnea attraverso il diving reflex viene consolidata tenendo sempre in considerazione i tempi del bambino (tempo d'attesa). 
- IDROCHINESIOLOGIA 7-14 MESI: INIZIO FASE DELLA SEPARAZIONE

In questa fase vi è un consolidamento delle competenze in acqua grazie anche all'utilizzo degli ausili. Il bambino sperimenta le prime autonomie sebbene il punto di riferimento rimanga sempre il genitore (rifornimenti affettivi). Tuttavia la relazione con il gruppo diventa sempre più significativa. L'idrochinesiologo è osservatore attento che, in modo empatico, sostiene il bambino e la figura di riferimento.
- IDROCHINESIOLOGIA 15-23 MESI: FASE DELLA SPERIMENTAZIONE E DELLA COOPERAZIONE

In questa fase il bambino comincia ad avere consapevolezza del proprio corpo e questo gli permette di percepire la propria esistenza e la sua presenza nel mondo. Il bambino, attraverso gli oggetti, riesce a programmare mentalmente le sue azioni, a relazionarsi con i pari e con le figure di riferimento che si arricchiscono grazie alla condivisione degli obiettivi. Appare il gioco simbolico, le prassie sono in fase di consolidamento e i movimenti sono finalizzati.
- IDROCHINESIOLOGIA 24-36 MESI: FASE DI CONSOLIDAMENTO DELL'INDIVIDUALITÀ

Si conclude la fase secondaria e si apre la fase preoperatoria. Il bambino, anche attraverso il linguaggio, esprime concetti astratti, inizia a introdurre un pensiero simbolico. La fase di separazione, in cui il bambino raggiunge la totale autonomia (in acqua da solo con i pari e l'idrochinesiologo), avviene attraverso un percorso di mediazione che vede coinvolti il genitore e l'operatore. 
- IDROCHINESIOLOGIA 3-6 ANNI: PRIMA INFANZIA

Il bambino diventa soggetto del processo educativo, l'idrochinesiologo punto di riferimento indispensabile e crea le situazioni, attraverso un gioco finalizzato, organizzando le sue esperienze. La relazione è espressa attraverso la consapevolezza di sé e dei propri limiti. L'operatore predispone il contesto/spazio che sia di stimolo agli obiettivi da perseguire in acqua: coscienza e padronanza del proprio corpo nell'elemento ed educare alla motricità di base.

## Idrochinesiologia in Gravidanza
L'attività che viene proposta in gravidanza è una ginnastica dolce specifica per la donna e il suo benessere psicofisico, gli esercizi (che riguardano in particolare colonna vertebrale, bacino, perineo, respirazione, arti superiori ed inferiori) mirano anche a prevenire i tipici disturbi in conseguenza alle modificazioni corporee che la donna si trova a vivere in gravidanza. Inoltre l'attività permette di avere un buon recupero nel dopo-parto. La proposta idrochinesiologica mira alla consapevolezza della propria postura, rafforzando il tono muscolare, allungando e favorendo una decompressione dell'intera colonna.
Permette inoltre di esplorare le proprie potenzialità e particolare attenzione viene riservata ai movimenti del bacino, sostenuto dal pavimento pelvico, riconoscendone le funzioni svolte in gravidanza, nel parto e dopo il parto.
Questa forma di acquaticità polifunzionale rende anche consapevoli della propria respirazione accompagnando, ad esempio, le future mamme all'acquisizione di una respirazione più profonda e rilassante che permette il rilascio di endorfine che arrivano fino al bambino facendogli condividere con la mamma le prime esperienze di piacere. L'immersione in acqua calda permette infatti un abbassamento delle catecolamine e un innalzamento degli ormoni del benessere, ecco quindi che la comunicazione tra mamma e bimbo avviene anche sul piano ormonale come su quello emotivo, psicologico e fisico. 

## Idrochinesiologia Post Parto
A differenza del periodo della gravidanza, il puerperio non trova tante risposte ai nuovi bisogni. Molto spesso le mamma si trovano da sole ad affrontare questa esperienza. Il fisico è ancora aperto e fragile, inoltre prendere in braccio il neonato accentua il carico per la schiena, altrettanto importante è considerare che lo specchio rimanda un'immagine che molto spesso non si accetta, di un corpo ingrassato, rilasciato e dolorante.
Il periodo del cosiddetto baby blues (sindrome depressiva post-partum) rischia di far capolino e quello che dovrebbe essere il periodo più bello di scoperta di conoscenza del proprio bambino, viene condizionato da questi aspetti.
È importante ritrovare uno spazio emotivo e dialogico dove incontrare altre mamme per condividere l'esperienza che si sta vivendo, e poter instaurare nuove alleanze, ritagliarsi uno spazio intimo e personale e ritrovare la forma fisica non solo dal punto di vista estetico, ma anche per ritrovare una condizione gradita.
L'attività deve perciò essere professionalmente accompagnata da un forte ascolto ai bisogni delle mamme di carattere emotivo e psicofisico. Particolare attenzione viene riposta nel recupero perineale, che molto spesso viene sottovalutato dalle neo-mamme, per prevenire possibili problemi di incontinenza urinaria—fecale e prolassi, che possono insorgere anche a distanza di diversi anni dal parto.

## Idrochinesiologia Percorso Riabilitativo e Rieducativo
Attività rivolta al trattamento sintomatico e complementare a quello terapeutico, di svariate condizioni patologiche quali nefrologia, geriatria, ortopedia, cardiologia, traumatologia, neurologia, neuropsichiatria infantile.
Gli effetti della proposta motoria in vasca riuniscono quelli fisici relativi all'azione dell'acqua con quelli biomeccanici dell'esercizio fisico in una cornice empatica di profonda relazione col contesto acquatico e con l'operatore idrochinesiologo.
Le proprietà fisiche dell'acqua sono state ormai riconosciute da lungo tempo come caudiuvanti e complementari a quelle terapeutiche nel trattamento di disturbi osteoarticolari (mal di schiena, artrosi osteoporosi), neuromotori (paresi, malattie demielinizzanti), disturbi circolatori (insufficienze venose degli arti inferiori, arteriopatie, ecc…) e ortopedici (post- trauma e post intervento chirurgico ortopedico)
Sfruttando il principio del galleggiamento si evita di sovraccaricare le articolazioni, si rilassano i muscoli, si favorisce un rapido recupero della forza e della resistenza e ci si muove più agevolmente anche in condizioni di eccesso di peso corporeo.

## Riabilitazione e Rieducazione dello Sportivo
- assenza di controindicazioni nella popolazione degli sportivi professionisti
- intervento precoce che evita il deterioramento della condizione fisica conseguente all'inattività
- riduzione dei tempi di recupero risultante dalla somma di questi fattori

Per tutto questo l'idrochinesiterapia e l'idrochinesiologia sono sicuramente valide metodiche complementari alle altre tecniche riabilitative nella gestione dello sportivo infortunato.
La riabilitazione in acqua ha una sua specifica indicazione nello sportivo professionista per consentirgli un più rapido ritorno
all'attività agonistica, nella massima funzionalità in quanto è l'unica forma che consente contemporaneamente il recupero ed il mantenimento della performance.

## Aspetti Fisici e Biomeccanici dell'attività Idrochinesiologica
Condizioni che si verificano nell'ambiente acquatico e che rendono indicato il lavoro idrochinesiologico sono quindi:
- la riduzione del peso corporeo che si ottiene nel mezzo idrico permette di eliminare il dolore dovuto al carico
- l'acqua può sostenere fino a circa 9/10 del peso corporeo e favorisce perciò l'esecuzione di movimenti con un corretto lavoro muscolare anche in condizioni di ridotto tono-trofismo e di difficoltà di carico
- importante è l'effetto antalgico del calore che si ottiene utilizzando acqua riscaldata ad una temperatura di 34-35 °C; il calore infatti innalza la soglia di sensibilità al dolore determinando anche una sedazione generale e rilasciamento muscolare
- il mezzo idrico, più denso rispetto all'aria permette inoltre movimenti controllati ed eseguiti contro una leggera resistenza; questo riduce i rischi di movimenti scorretti che possono dare paura ed insicurezza alla paziente e consente inoltre la modulazione del carico attraverso sussidi che implementino la controresistenza dello spostamento nel mezzo.

L'attività in acqua crea come una sorta di isolamento dall'ambiente esterno predisponendo all'ascolto delle proprie emozioni e sensazioni; 

## L'Idrochinesiologo: riferimenti normativi
Le attività di formazione professionale sono disciplinate a livello normativo dalla Legge Quadro in materia di formazione professionale n. 845 del 21 dicembre 1978 che stabilisce la potestà legislativa delle Regioni in materia di formazione professionale (art. 3) e la conseguente validità degli attestati rilasciati “….L'art.3 precisa inoltre che “ Le Regioni disciplinano la delega agli Enti locali territoriali delle funzioni amministrative nelle materie di cui alla presente legge" questione che viene ulteriormente definita dalla Legge Regionale n. 19 del luglio 1979 (Regione Emilia Ro- magna) ”Riordino, programmazione e deleghe della formazione alle professioni”
La Regione inoltre “definisce gli ordinamenti didattici e i profili professionali” (art.3 comma c) definendo le tipologie formative e i relativi attestati, articolando in dettaglio l'elenco delle qualifiche corrispondenti a ciascun profilo professionale riconosciuto. In questo contesto è stata ufficialmente riconosciuta la Specializzazione in Idrochinesiologia da parte della Regione Emilia-Romagna con determinazione del Direttore Generale alla Formazione Lavoro, n. 8407 del 31 ottobre 1996.
La Regione adegua la propria normativa a quella internazionale comunitaria recependo la direttiva comunitaria 51/92 (attuata in Italia dal Decreto legislativo n.319/94) relativa ad un secondo sistema generale di riconoscimento della formazione professionale e stabilendo delle equipollenze con i livelli standard europei (nel caso della Specializzazione in Idrochinesiologia il livello equipollente è il 3).
Inacqua con lo svolgimento della prima sessione d'esame consegue nel 2009 la prestigiosa certificazione ISO/IEC 17024 per le competenze dell'Idrochinesiologo e dell'Idrochinesiologo Percorso Nascita.